# Thabiso Dlamini
Thabiso Dlamini (ur. 27 maja 1993 w Simunye) – suazyjski bokser.
Reprezentował Eswatini na Letnich Igrzyskach Olimpijskich 2020 w Tokio, gdzie odpadł w pierwszej rundzie.